# Melfor

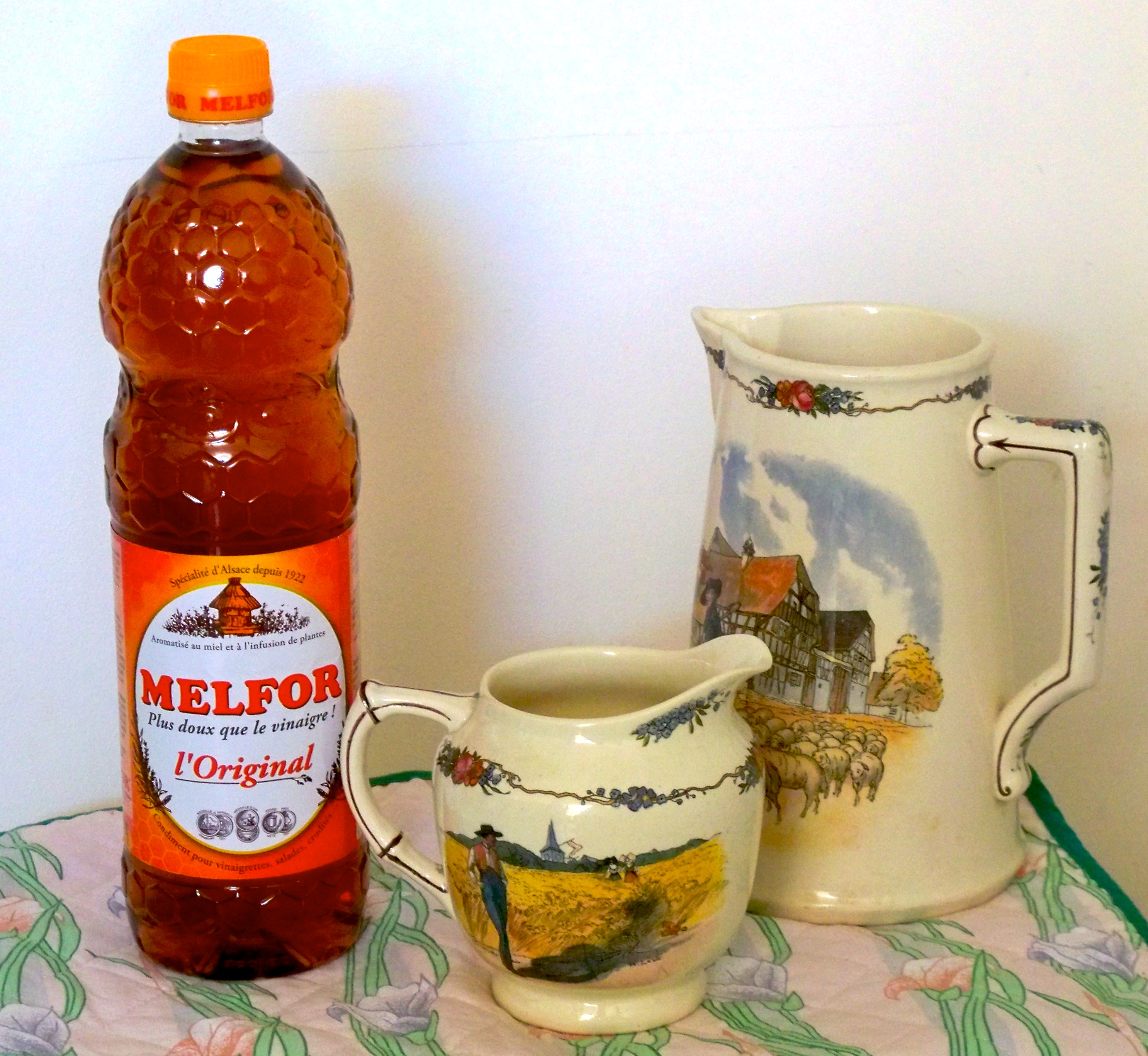
Une bouteille de Melfor avec des faïences de Sarreguemines, service Obernai décoré par Henri Loux.

Le Melfor est un condiment à base de vinaigre d’alcool, de miel et d’infusion de plantes.

## Histoire
Higy / Sprenger est le fondateur de l’entreprise Melfor en 1919.
Les vicissitudes de l’histoire ont contribué à une scission des entreprises et il existe aujourd’hui un condiment Melfor de fabrication allemande, avec emballage et étiquetage spécifiques.
En France, c’est aujourd’hui une production de la société Melfor SAS, entreprise alsacienne implantée à Mulhouse depuis sa création en 1922. Fernand Higy, fondateur de cette PME, est à l’origine du développement de ce produit unique sur le marché des condiments. L'entreprise, 100 % alsacienne et 100 % familiale (Famille Higy et Knobloch), est basée sur trois sites : Mulhouse (siège social et usine), Hoerdt (usine pour les petites quantités, les produits bio et les vinaigrettes) et Sarre (en Allemagne, où sont fabriqués les produits pour le marché allemand). Les trois sites de production rassemblent une quarantaine de salariés, une douzaine étant situés à Mulhouse. L'entreprise réalise un chiffre d'affaires de 10 millions d'euros (dont 60 % sous la marque Melfor et 30 % avec la gamme Saas), dont 20 % à l'export (Allemagne, Luxembourg...).
La gamme s’est développée depuis 2011, avec quatre déclinaisons aromatisées et d'autres produits (crème ; vinaigrette comme à la maison...). L'entreprise s'est aussi lancée sur le marché du bio avec du Melfor 100% bio.

### Droit local alsacien-mosellan: la production et la vente de vinaigre «doux»
Le Melfor titrant 3,8° est produit localement depuis 1910 alors qu’une loi française de 1905 plaçait la norme au-dessus de 6°. Jusqu’au traité de Maastricht, la vente de Melfor était réservée exclusivement aux trois départements dépendant du droit local d’Alsace-Moselle et à l'exportation : sa composition contrevenant aux règlements français sur la fabrication du vinaigre, il était considéré comme un condiment.
Le décret du 28 juillet 1908 interdisant l’usage d’acide acétique dans l’élaboration des vinaigres, la commercialisation de ce vinaigre « hors norme » perdura, sans doute grâce au constat d’« habitudes locales historiques » et malgré l’absence de « traces officielles » de cette tolérance.
Ce n’est qu’en 2005 que cet « arrangement » fut formalisé par le décret no 2005-553 modifiant le décret no 88-1207 et mit fin à toute polémique.

## Ingrédients
Vinaigre d’alcool de betterave à 96° ; eau ; miel ; infusion de plantes ; sans colorants depuis 2015 ; anti-oxygène : métabisulfite de potassium K2S2O5 (E224).